# Архелай
Архелай (грец. Archelaos) — син Темена, міфічний предок Александра Македонського. Вигнаний братами з Аргосу, вирушив до владаря Македонії Кіссея і допоміг йому відбити напад ворогів, за що мав дістати нагороду. Проте Кіссей не тільки не дав обіцяної нагороди, а й вирішив убити Архелая: на дорозі, якою він мав іти, вирили яму, наповнили її жаром і прикрили галузками. Попереджений оракулом, Архелай уник смертельної пастки, йдучи слідом за козою. На місці, куди привела його дорога, Архелай заснував місто й назвав його Егі (грец. aiga — коза).